# Tân kiến tạo
Tân kiến tạo là giai đoạn gần đây nhất trong việc hình thành lớp vỏ (thạch quyển) của Trái Đất. Giai đoạn này rất quan trọng vì nó sẽ hoàn thiện và chỉnh sửa địa mạo của Trái Đất. Những tác động và biểu hiện của nó như: làm các dãy núi được nâng lên, các hoạt động bồi tụ và xói mòn xảy ra mạnh mẽ tạo nên các vùng đồng bằng châu thổ rộng lớn, các khoáng sản có nguồn gốc ngoại sinh được hình thành (dầu mỏ, khí đốt, than nâu, Bô xít,...), quá trình hình thành các cao nguyên, các đồng bằng phù sa trẻ. Quá trình này cũng làm các sông ngòi trẻ lại và hoạt động mạnh hơn.